# Oxnard
Pour l'album d'Anderson .Paak, voir Oxnard (album).
Oxnard est une municipalité américaine qui a été fondée en 1903 et qui est située dans le comté de Ventura, dans l'État de Californie. Elle compte actuellement environ 200 000 habitants et est la plus grande ville de l'aire métropolitaine de Oxnard-Thousand Oaks-Ventura qui comprend près de 800 000 habitants.

## Histoire
Avant l'arrivée des colons européens, le site de Oxnard était occupé par des indiens Chumash. Le premier européen qui arriva sur le site fut l'explorateur portugais João Rodrigues Cabrilho en 1542 qui revendiqua ce territoire pour l'Espagne.
En 1850, lorsque la Californie devint un territoire américain, de nombreux colons américains vinrent s'installer dans la région pour profiter de la terre fertile. Henry Oxnard, qui possédait déjà une sucrerie à Chino, décida d'en construire une autre dans la plaine près de Port Hueneme. Vers 1897, une nouvelle ville émergea à côté de l'usine et en 1898, une gare fut construite pour desservir l'usine. Le 30 juin 1903, Oxnard devint officiellement une ville.
Avant la Seconde Guerre mondiale, les bases militaires de Port Hueneme et Point Mugu furent construites pour profiter des seules eaux profondes qui se trouvent entre le port de Los Angeles et la baie de San Francisco. Ces bases ont permis le développement des industries de la défense, de l'aérospatiale et des communications.

## Géographie
Selon le United States Census Bureau, la surface de la ville est de 94,8 km2 (dont 65,6 km2 sur terre et 29,2 km2 d'eau).
La ville d'Oxnard s'est développée dans la plaine d'Oxnard, une terre fertile qui longe la côte du  Pacifique.
À l'ouest d'Oxnard, le long du littoral du Pacifique, s'étendent des plages et des dunes, ainsi que des marais.
Le Santa Clara, petit fleuve côtier de la Californie, se jette dans l'océan Pacifique entre Ventura, au nord, et Oxnard, au sud, par un petit
estuaire marécageux.
La ville est soumise à de nombreux séismes dus à la relative proximité de la faille de San Andreas.

## Économie
L'économie de la ville est basée sur l'agriculture (betterave sucrière, haricot de Lima, fraise), sur le tourisme et sur les industries manufacturières et de défense. Le port en eaux profondes de la ville assure des échanges commerciaux importants. Certaines entreprises ont leur siège à Oxnard : Drum Workshop, Haas Automation, Seminis et Vivitar par exemple. Oxnard abrite la Collection Peter Mullin qui est un des dix plus importants musées d'automobiles de collection rares de prestige du monde.

## Démographie
| 1910  | 1920  | 1930  | 1940  | 1950   | 1960   |
| ----- | ----- | ----- | ----- | ------ | ------ |
| 2 555 | 4 417 | 6 285 | 8 519 | 21 567 | 40 265 |

| 1970   | 1980    | 1990    | 2000    | 2010    | - |
| ------ | ------- | ------- | ------- | ------- | - |
| 71 225 | 108 195 | 142 216 | 170 358 | 197 899 | - |

## Transports
Transports routiers
L' autoroute Ventura ( US 101 ) est la principale autoroute traversant Oxnard, reliant Ventura et Santa Barbara au nord-ouest, et Los Angeles au sud-est. La Pacific Coast Highway (State Route 1) longe la côte vers le sud jusqu'à Malibu . L'autoroute 34 (Fifth Street) relie le centre-ville d'Oxnard à Camarillo en longeant vers l'est la Southern Pacific Coast Line , qui dessert les trains de voyageurs Coast Starlight , Pacific Surfliner et Ventura County Line. La State Route 232 (Vineyard Avenue) se dirige vers le nord-est et relie la California State Route 118 à Saticoy, ainsi que la jonction avec la California State Route 126 qui dessert Santa Paula, Fillmore et Santa Clarita.
Voies fluviales
Le port de Hueneme est situé au sud d'Oxnard, dans la ville de Port Hueneme. Il est exploité conjointement par la marine américaine et le district portuaire d'Oxnard. Il s'agit du seul port en eau profonde entre le port de Long Beach et celui de San Francisco , ainsi que du seul port militaire en eau profonde entre la baie de San Diego et le Puget Sound.
Le port de Hueneme est un point d'expédition et de réception pour une grande variété de ressources, destinées aux plus grandes agglomérations du bassin de Los Angeles . Parmi ces ressources figurent les automobiles, les ananas et les bananes. Des produits agricoles tels que les oignons, les fraises et les fleurs y sont également expédiés. 
La marine américaine dispose d'une base à Port Hueneme pour soutenir la base aéronavale de Point Mugu , au sud, avec laquelle elle constitue la base navale du comté de Ventura . Port Hueneme est le siège de la force de construction navale sur la côte ouest , les « Seabees », ainsi qu'un lien avec le système radar côtier.
Le port des Channel Islands offre des mouillages pour la navigation de plaisance et la pêche commerciale. Il partage le surnom de « porte d'entrée des îles Anglo-Normandes » avec le port de Ventura, situé à 11 km au nord, en raison des activités de navigation vers les îles au départ de ces ports. Ces deux ports sont des ports essentiels pour l'industrie de la pêche.

### Voies aériennes
L'aéroport d'Oxnard est un aéroport d'aviation générale situé dans la ville, détenu et exploité par le comté de Ventura. Bien qu'un service commercial ait été proposé par le passé, aucune compagnie aérienne ne propose actuellement de service.
Transports en commun

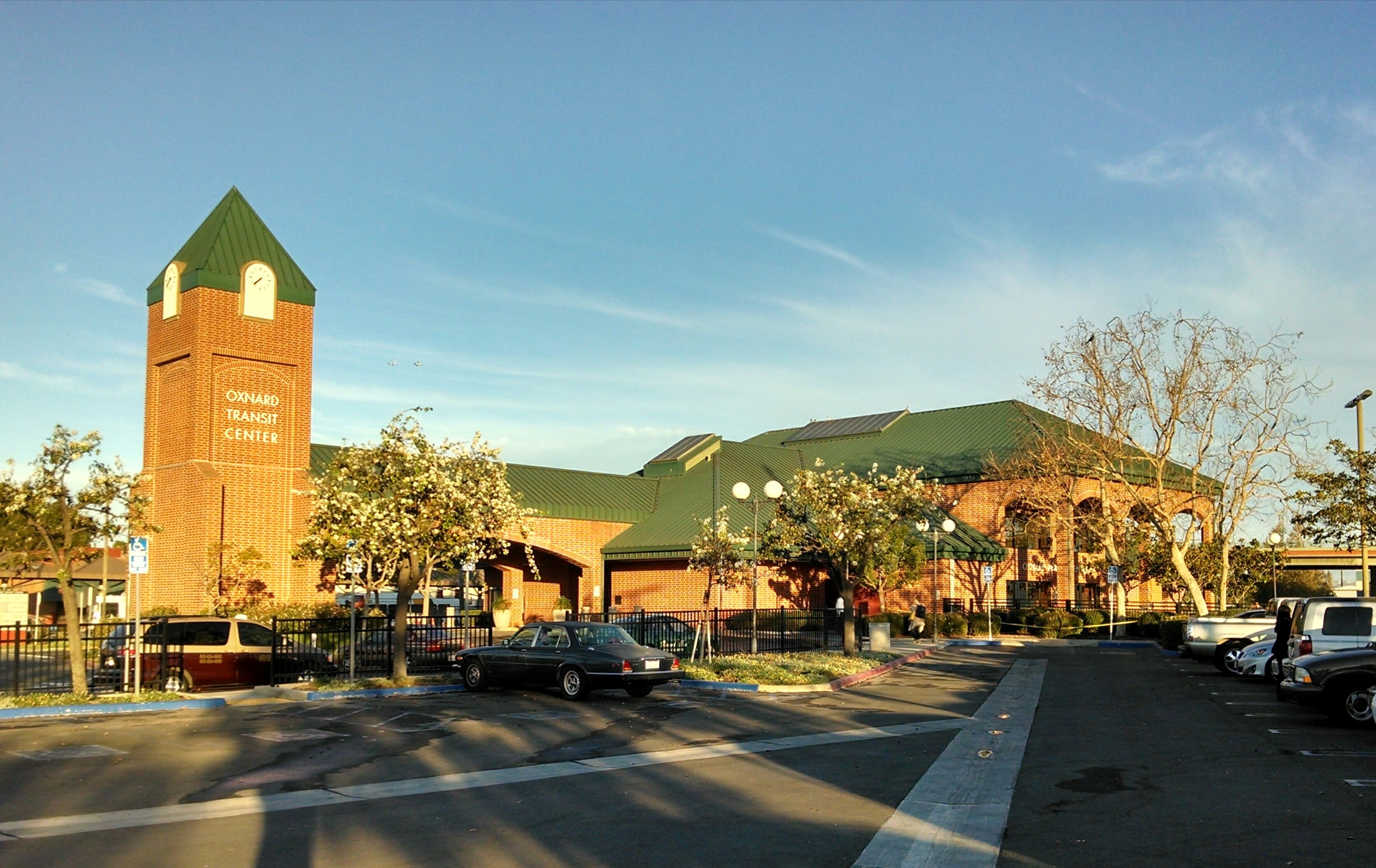

Le centre de transit d'Oxnard sert de plaque tournante de transit majeure pour la ville et l'ouest du comté.  
La ville est desservie par le train et le TGV via deux lignes différentes.    
Métrolink
Six trains assurent un aller-retour de la Ventura County Line de banlieue vers Los Angeles en semaine pendant les heures de pointe.

Amtrak
Dix trains font quotidiennement des allers-retours sur la ligne Pacific Surfliners entre Los Angeles et San Diego. Certains trains en direction du nord à destination de Santa Barbara continuent jusqu'à San Luis Obispo. La ligne Coast Starlight, relie Los Angeles à Seattle et s'arrête deux fois par jour ( un dans chaque sens), faisant ainsi escale dans l'ouest du comté de Ventura (l'arrêt dans l'est du comté est Simi Valley)

#### Bus
District de transit de la Gold Coast
Exploite un service de bus local dans les villes d'Oxnard, Port Hueneme , Ventura et Ojai . Son hub est le centre de transit d'Oxnard.
VCTC Interurbain
VCTC exploite trois bus Conejo Connection aux heures de pointe en direction du centre de transit Warner Center dans la vallée de San Fernando, en correspondance avec la ligne G du métro . Le Conejo Connection ne dessert pas le centre de transit Oxnard, mais s'arrête au centre commercial Esplanade , près de l'autoroute 101.  VCTC exploite également le Coastal Connection via Ventura en direction de Santa Barbara et Goleta depuis l'Esplanade.
Un centre de correspondance plus petit, situé au centre commercial Centerpoint sur la rue C, est desservi par Gold Coast Transit et dessert les lignes South Oxnard et Port Hueneme. VCTC exploite également la ligne Oxnard-CSUCI vers l'université d'État de Californie, Channel Islands et Oxnard College depuis ce centre de correspondance. 

## Jumelages
Ocotlán (Jalisco) (Mexique)

## Personnalités liées à la ville
Y sont nés :
- Tony Ferguson combattant ufc poids léger
- Gilbert Hernandez, auteur de bandes dessinées
- Corey Pavin, golfeur
- Bob Stephenson, acteur, producteur et scénariste
- Otis Jackson Jr., dit Madlib, artiste et producteur de hip-hop
- Jeffrey Combs, acteur
- William P. Clark, homme politique
- Anderson .Paak, chanteur, musicien et rappeur américain

Y sont décédés :
- Walter Brennan (1894-1974), acteur américain
- Lee Van Cleef (1925-1989), acteur américain
- Tony Malinosky (1909-2011), joueur américain de baseball
- August Ames (1994-2017), actrice pornographique